# Bodešče
Bodešče é uma vila localizada no município de Bled na Eslovênia. Possuía uma população estimada de 172 habitantes em 2020.